# Ana Filip
Ana-Maria Filip, nata Ana-Maria Căta-Chiţiga (Bucarest, 20 giugno 1989), è una cestista francese con cittadinanza romena.
È figlia della cestista Camelia Filip e del pallavolista Marius Căta-Chițiga. Dal 2015 usa il cognome della madre.

## Carriera
Con la Francia ha disputato i Campionati mondiali del 2014 e i Campionati europei del 2015.